# Dianna Agronová
Dianna Elise Agronová (nepřechýleně Dianna Agron; * 30. dubna 1986, Savannah, Georgie, USA) je americká herečka a zpěvačka a zakladatelka umělecké stránky You, Me and Charlie. Dianna má zkušenosti s režírováním hudebního videa, produkováním, skládáním a režírováním krátkého filmu A Fuchsia Elephan. Její televizním debutem byla role Jessicy Grant v seriálu Kriminálka New York v roce 2006. V letech 2006 až 2007 se objevila v seriálech Veronica Mars a Hrdinové.
Zvrat v její herecké kariéře nastal v roce 2009, kdy získala roli Quinn Fabray v seriálu stanice Fox Glee. V roce 2011 hrála ve filmech "Lovci" a "Číslo 4. Ke konci roku 2011 byl uveden film GLEE: The 3D Concert Movie. V roce 2013 si Dianna zahrála Belle Blake, po boku s Robertem De Niro, Michelle Pfeifferovou a Tommym Lee Jones v akční komedii Mafiánovi.

## Životopis
Rodiči Dianny Agron jsou Ronald S. a Mary Agronovi. Dianna vyrůstala v San Franciscu. Rodina jejího otce je z Ruska a jejich původní příjmení je „Agronsky“. Její otec je žid a její matka se obrátila na judaismus; Dianna podstoupila bat micvu. Navštěvovala Burlingameskou střední školu v Kalifornii a od 3 let navštěvovala taneční lekce, převážně jazzu a baletu, později hip-hopu.

## Kariéra

### Televize
Dianna se objevila v televizních show jako Žralok, Zločiny ze sousedství, Kriminálka New York, Numb3rs a měla hostující roli v seriálu Veronica Mars. Poté se objevila ve 13 epizodách It's a Mall World, seriál režíroval Milo Ventimiglia, se kterým se Dianna setkala v seriálu Hrdinové, kde hrála kapitánku roztleskávaček Debbie Marshall. V roce 2009 moderovala malý hudební festival v Los Angeles nazvaný Chickens in Love.
Dianna je nejvíce známá svojí rolí Quinn Fabray, roztleskávačky, v seriálu stanice Fox Glee. Dianna byla poslední herečka obsazená do seriálu – získání role se dozvěděla den před natáčením pilotního dílu. Na konkurzu zpívala písničku "Fly Me to the Moon" od Franka Sinatry. Quinn je popisována jako nepřítel Rachel Berry a šíleně protivná holka. Za roli byla nominovaná na cenu Teen Choice Award v roce 2009. Ve 4. sérii se objevila již jen ve 3 epizodách a v páté sérii se objevila pouze ve dvou.

### Film
V roce 2007 se Dianna objevila jako Dyanna v akčním thrilleru TKO, dále v nezávislém komediálním filmu Skid Marks, v krátké komedii Rushers. Také si zahrála v krátké komedii Dinner with Raphael a měla malou roli v nezávislé komedii Celebrities Anonymous. V roce  2010 se objevila jako Minnow v romantické komedii Romantici. Zahrála si Natalii, snoubenku Jacka ve filmu Varieté. Objevila se ve filmu Bold Native. V roce 2010 prošla konkurzem na roli Gwen Stacy do filmu Amazing Spider-man, roli však získala Emma Stoneová. V roce 2011 se objevila v hororovém thrilleru The Hunters a ve sci-fi akčním filmu Jsem číslo 4. Objevila se v koncertním filmu Glee, Glee: The 3D Concert Movie. Dianna hrála Bellu Blake ve filmu Mafiánovi, po boku Roberta De Nira, Tommyho LEE Jonese a Michelle Pfeifferové. Film byl uveden 13. září 2013 a obdržel mix negativních komentářů.
V září 2013 oznámil Josh Boon, že Dianna získala roli Victorie ve filmu Pretenders, po boku s Michaelem B. Jordanem, Antonem Yelchin a Imogen Poots. V říjnu 2013 Dianna v jednom z rozhovorů potvrdila, že získala roli ve filmu A Cospiracy on Jekyll Island. Dianna také získala roli Dalii ve filmu Probuzená posedlost, ve kterém se mimo jiných objevil i Patrick Wilson, Lena Headeyová, John Cho a Adrianne Palicki.
Dianna v roce 2015 hrála ve filmu All Alone. V roce 2015 měl premiéru film Tumbledown, ve kterém hraje s Jasonem Sudeikisem a Rebeccou Hall. Ten samý rok měl premiéru film Bare, ve kterém hraje hlavní postavu Sarah Barton. Film sleduje mladou dívku žijící v pouštním městě v Nevadě, která se zamiluje do nesprávného muže. 13. ledna 2017 měl premiéru film The Crash, ve kterém si zahrála po boku AnnaSophie Robbové a Eda Westwicka. Na filmovém festivalu Sundance měl premiéru film Novitiate, ve kterém hraje s Melissou Leo. Bylo potvrzeno, že si zahraje ve filmu Headlock, s Andym Garciou a ve filmu Hollow in the Land. V roce 2019 si zahrála ve filmu Berlin, I Love You.

### Zpěv
Několik songů, které Dianna nazpívala jako Quinn Fabray v Glee bylo vydáno. Její debutový song "I Say a Little Prayer" se objevil na 125. místě v žebříčku singlů ve Spojeném království. Další sólo "You Keep Me Hangin' On" se objevilo na 166. místě. Písnička od Jamese Browna "It's a Man Man's World" z epizody Funk se dostala na 73. místo v Kanadském Hot 100 žebříčku, 94. místě UK Singles žebříčku a na 95. místě na žebříčku Billboard Hot 100. V 3. sérii měla Quinn první sólo s písničkou "Never Can Say Goodbye" od skupiny Jacksons.
V únoru 2013 vystoupila s písničkami "Dreams" a "What's Love Got to Do with It" na prvním koncertě You, Me and Charie v Los Angeles.

### Videoklip
V roce 2010 režírovala videoklip pro skupinu Thao & The Get Down Stay Down. 25. listopadu 2013 se objevila ve videoklipu skupiny The Killers k písničce "Just Another Girl". 1. srpna 2014 byl vydán videoklip Sama Smitha "I'm Not the Only One", ve kterém si Dianna zahrála.

## Osobní život
Dianna je vegetariánka a podporuje práva homosexuálů. 12. prosince spustila stránku You, Me and Charlie pro inspiraci mladých umělců. 2. července 2012 moderovala GLAAD Media Award v San Francisku. V březnu roku 2012 tuhle akci moderovali Naya Rivera a Cory Monteith. Dianna následovala nápad Nayi Rivery a do aukce dala svůj polibek, který vynesl 5500 dolarů. Dianna spolupracuje s The Trevor Project. 20. dubna 2013 získala Dianna 10 200 dolarů pro nadaci Somaly Mam.
22. února 2014 se zúčastnila společně s dalšími hvězdami akce Young Storytellers Foundation – živé vystoupení s pěti scénáři, které napsali děti z pátých tříd na podporu umění ve státních školách. V červnu 2014 se připojila k víkendové charitativní akci nadace Big Slick, na které se pomáhá vybrat peníze pro dětskou nemocnici Mercy v Kansasu.
Na konci roku 2015 se zasnoubila se členem kapely Mumford & Sons Winstonem Marshallem. Dvojice se vzala 15. října 2016 v Maroku.

## Filmografie

### Film
| Rok  | Název                      | Role                                 | Poznámky            |
| ---- | -------------------------- | ------------------------------------ | ------------------- |
| 2006 | Na lince je vrah           | roztleskávačka                       | nekreditovaná role  |
| 2007 | TKO                        | Dyanna                               |                     |
| 2007 | Skid Marks                 | Megan                                |                     |
| 2007 | Rushers                    | přítelkyně Kyla                      | krátkometrážní film |
| 2009 | Dinner with Raphael        | Dianna                               | krátkometrážní film |
| 2009 | A Fuchsia Elephant         | Charlotte Hill                       | krátkometrážní film |
| 2010 | Bold Native                | Samantha                             |                     |
| 2010 | Romantici                  | Minnow Hayes                         |                     |
| 2010 | Varieté                    | Natalie                              |                     |
| 2011 | The Hunters                | Alice                                |                     |
| 2011 | Jsem číslo čtyři           | Sarah Hart                           |                     |
| 2011 | Glee: The 3D Concert Movie | Quinn Fabray                         |                     |
| 2013 | Mafiánovi                  | Belle Blake                          |                     |
| 2015 | Probuzená posedlost        | Dalia                                |                     |
| 2015 | Tumbledown                 | Finley                               |                     |
| 2015 | Bare                       | Sarah Barton                         |                     |
| 2015 | Unity                      | Vypravěč                             | dokument            |
| 2017 | Bankrot                    | Amelia Rhondart                      |                     |
| 2017 | Novitiate                  | sestra Mary Grace                    |                     |
| 2017 | Headlock                   | Tess Chandler                        |                     |
| 2017 | Hollow in the Land         | Alison Miller                        |                     |
| 2018 | Raubíř Ralf a internet     | moderátorka televizních novin (hlas) |                     |
| 2019 | Against the Clock          | Tess Chandler                        |                     |
| 2019 | Berlin, I Love You         |                                      |                     |
| 2020 | Šiva Baby                  |                                      |                     |
| 2021 | The Laureate               | Laura Riding                         |                     |
| 2022 | As They Made Us            | Abigail                              |                     |
| 2022 | Acidman                    |                                      |                     |

### Televize
| Rok     | Název                            | Role            | Poznámky                                                             |
| ------- | -------------------------------- | --------------- | -------------------------------------------------------------------- |
| 2006    | Zločiny ze sousedství            | Opilé děvče     | díl: „Homecoming“                                                    |
| 2006    | Kriminálka New York              | Jessica Grant   | díl: „Murder Sings the Blues“                                        |
| 2006    | Drake a Josh                     | Lexi            | díl: „The Great Doheny“                                              |
| 2006    | Žralok                           | Gia Mellon      | díl: „Love Triangle“                                                 |
| 2006    | After Midnight: Life Behind Bars | Kelly           | televizní film                                                       |
| 2006–07 | Veronica Mars                    | Jenny Budosh    | 3 díly                                                               |
| 2007    | Hrdinové                         | Debbie Marshall | 5 dílů                                                               |
| 2007    | It's a Mall World                | Harper          | 13 dílů                                                              |
| 2008    | Vražedná čísla                   | Kelly Rand      | díl: „Všeuměl“                                                       |
| 2009    | Celebrities Anonymous            | Sadie           | televizní film                                                       |
| 2009–15 | Glee                             | Quinn Fabray    | 73 dílů                                                              |
| 2012    | Napálené celebrity               | Samu sebe       | díl: „Hayden Panettiere“                                             |
| 2012    | The Glee Project                 | Samu sebe       | 2 díly                                                               |
| 2014    | Inside Pediatrics                | Samu sebe       | díl: „Into the Future“                                               |
| 2020    | Robot Chicken                    | Derekova matka  | díl: „Max Caenen In: Why Would He Know If His Mother's a Size Queen“ |

### Internet
| Rok  | Název       | Role | Poznámky                |
| ---- | ----------- | ---- | ----------------------- |
| 2008 | The General | Anna | součástí – Funny or Die |

### Divadlo
| Rok  | Název   | Role   | Lokace                    |
| ---- | ------- | ------ | ------------------------- |
| 2015 | McQueen | Dahlia | St. James Theatre, Londýn |

### Videoklipy
| Rok  | Název                  | Umělec      | Role                 | Režisér       |
| ---- | ---------------------- | ----------- | -------------------- | ------------- |
| 2013 | „Just Another Girl“    | The Killers | Brandon Flowers      | Warren Fu     |
| 2014 | „I'm Not the Only One“ | Sam Smith   | Nevěsta              | Luke Monaghan |
| 2014 | „Imagine“              | Různí       | Samu sebe (zpěvačka) | UNICEF        |

## Diskografie
- Glee: The Music, Volume 1 (2009)
- Glee: The Music, Volume 2 (2009)
- Glee: The Music, Volume 3 Showstoppers (2010)
- Glee: The Music, The Christmas Album (2010)
- Glee: The Music, Volume 4 (2010)
- Glee: The Music, The Power of Madonna (2010)
- Glee: The Music, Journey to Regionals (2010)
- Glee: The Music, The Rocky Horror Glee Show (2010)
- Glee: The Music, Love Songs (2010)
- Glee: The Music, Volume 5 (2011)
- Glee: The Music, Volume 6 (2011)
- Glee: The 3D Concert Movie (2011)
- Glee: The Music, The Christmas Album Volume 2 (2011)
- Glee: The Music, Volume 7 (2011)
- Glee: The Music, The Graduation Album (2012)
- Glee: The Music, Season 4, Volume 1 (2012)
- Glee: The Music - Celebrating 100 Episodes (2014)
- Glee: The Music, What the World Needs Now is Love (2015)

## Ocenění a nominace
| Rok  | Ocenění                                     | Kategorie                                                          | Práce        | Výsledek  |
| ---- | ------------------------------------------- | ------------------------------------------------------------------ | ------------ | --------- |
| 2010 | Cena Sdružení filmových a televizních herců | Nejlepší obsazení v komediálním seriálu (s obsazením Glee)         | Glee         | vítězství |
| 2010 | TV Land Awards                              | Budoucí klasika s obsazením Glee)                                  | Glee         | vítězství |
| 2010 | Teen Choice Awards                          | Nejlepší televizní herečka: objev roku                             | Glee         | nominace  |
| 2010 | Teen Choice Awards                          | Nejlepší hudba: skupina (s obsazením Glee)                         | Glee         | nominace  |
| 2010 | Breakthrough Of The Year Awards             | Objev roku                                                         | Dianna Agron | nominace  |
| 2010 | Gay People's Choice Awards                  | Nejlepší hudební duo nebo skupina (s obsazením Glee)               | Glee         | vítězství |
| 2011 | Cena Sdružení filmových a televizních herců | Nejlepší obsazení v komediálním seriálu (s obsazením Glee)         | Glee         | nominace  |
| 2011 | Cena Grammy                                 | Nejlepší soundtrackov album pro vizuální média                     | Glee         | nominace  |
| 2011 | Cena Grammy                                 | Nejlepší pop vystoupení - duo nebo skupina (s obsazením Glee)      | Glee         | nominace  |
| 2011 | Teen Choice Awards                          | Nejlepší televizní herečka: zlodějka scén                          | Glee         | nominace  |
| 2011 | Teen Choice Awards                          | Nejlepší hudba: skupina (s obsazením Glee)                         | Glee         | nominace  |
| 2011 | Victoria's Secret: What's Sexy List         | Nejvíc sexy úsměv                                                  | Sama sebe    | vítězství |
| 2012 | Cena Sdružení filmových a televizních herců | Nejlepší obsazení v komediálním seriálu (s obsazením Glee)         | Glee         | nominace  |
| 2012 | Cena Grammy                                 | Nejlepší soundtrackov album pro vizuální média                     | Glee         | nominace  |
| 2012 | Teen Choice Awards                          | Nejlepší televizní herečka: zlodějka scén                          | Glee         | nominace  |
| 2012 | Giffoni Film Festival                       | Ocenění Giffoni                                                    | Sama sebe    | vítězství |
| 2012 | Do Something Awards                         | Televizní hvězda - herečka                                         | Glee         | nominace  |
| 2013 | Cena Sdružení filmových a televizních herců | Nejlepší obsazení v komediálním seriálu (s obsazením Glee)         | Glee         | nominace  |
| 2013 | Shorty Awards                               | Nejlepší herečka - sociální média                                  | Dianna Agron | nominace  |
| 2013 | Shorty Awards                               | Nejlepší celebrita - sociální média                                | Dianna Agron | nominace  |
| 2013 | Shorty Awards                               | Nejlepší umělec, kritik umění nebo fanoušek umění - sociální média | Dianna Agron | nominace  |
| 2013 | Shorty Awards                               | Nejlepší blogger - sociální média                                  | Dianna Agron | nominace  |
| 2013 | Shorty Awards                               | Nejlepší značka, modelka - sociální média                          | Dianna Agron | nominace  |
| 2013 | Napa Valley Film Festival                   | Ocenění pro stoupající hvězdu                                      | Dianna Agron | vítězství |
| 2013 | Women Film Critics Circle Awards            | Nejlepší mladá herečka                                             | Mafiánovi    | nominace  |
| 2015 | BroadwayWorld UK / West End Awards          | Nejlepší herečka v produkci nové hry                               | McQueen      | nominace  |